# Mistrzostwa Europy w Żeglarstwie Lodowym 2010
40. Mistrzostwa Europy w Żeglarstwie Lodowym 2010 w klasie DN odbyły się w Austrii, na Jeziorze Nezyderskim w dniach 10 - 11 lutego 2010 roku. Z powodu padającego śniegu rozegrano tylko cztery biegi finałowe. 
Mistrzem Starego Kontynentu został Niemiec Bernd Zeiger, wyprzedzając mistrza świata Michała Burczyńskiego i Amerykanina Rona Sherry. W pierwszej dziesiątce zawodów znalazło się pięciu (z sześciu startujących) reprezentantów Polski. Polacy wygrali nieoficjalne, drużynowe mistrzostwo Europy: The Golden Runner.

## Wyniki
| Miejsce | Zawodnik          | Wynik |
| ------- | ----------------- | ----- |
|         | Bernd Zeiger      | 14,00 |
|         | Michał Burczyński | 17,00 |
|         | Ron Sherry        | 18,00 |
| 4.      | Łukasz Zakrzewski | 26,00 |
| 5.      | Tomas Lindgren    | 29,00 |
| 6.      | Tomasz Zakrzewski | 33,00 |